# Saturn Award des meilleurs costumes
 (juillet 2022).
Le Saturn Award des meilleurs costumes (Saturn Award for Best Costume) est une récompense cinématographique décernée chaque année depuis 1977 par l'Académie des films de science-fiction, fantastiques et d’horreur (Academy of Science Fiction Fantasy & Horror Films) pour récompenser le ou les créateurs des meilleurs costumes pour un film de science-fiction, fantastique ou d'horreur.

## Palmarès
Note : L'année indiquée est celle de la cérémonie, récompensant les films sortis au cours de l'année précédente. Les lauréats sont indiqués en tête de chaque catégorie et en caractères gras. Les titres originaux sont précisés entre parenthèses, sauf s'ils correspondent au titre en français.
Exceptionnellement, il n'y a pas eu de cérémonie en 1989. La cérémonie de 1990 a récompensé les films sortis en 1988, celle de 1991 ceux sortis en 1989-90.

### Années 1970
- 1977 : Bill Thomas pour L'Âge de cristal
- 1978 : John Mollo pour La Guerre des étoiles
  - Richard La Motte pour L'Île du docteur Moreau
  - Peter et Elliott le dragon
  - Le Continent oublié
  - Sinbad et l'Œil du tigre
- 1979 : Theoni V. Aldredge pour Les Yeux de Laura Mars
  - Patricia Norris pour Capricorn One
  - Theadora Van Runkle et Richard Bruno pour Le ciel peut attendre
  - Yvonne Blake et Richard Bruno pour Superman
  - Tony Walton pour The Wiz

### Années 1980
- 1980 : Jean-Pierre Dorléac pour Buck Rogers au XXVe siècle
  - Jean-Pierre Dorléac pour Galactica (pour l'épisode pilote)
  - Gisela Storch pour Nosferatu, fantôme de la nuit
  - Robert Fletcher pour Star Trek, le film
  - Sal Anthony et Yvonne Kubis pour C'était demain
- 1981 : Jean-Pierre Dorléac pour Quelque part dans le temps
  - Doris Lynn pour Fondu au noir
  - John Mollo pour L'Empire contre-attaque
  - Danilo Donati pour Flash Gordon
  - Durinda Wood pour Les Mercenaires de l'espace
- 1982 : Bob Ringwood pour Excalibur
  - Emma Porteous pour Le Choc des Titans
  - Anthony Mendleson pour Le Dragon du lac de feu
  - Stephen Loomis pour New York 1997
  - Deborah Nadoolman pour Les Aventuriers de l'arche perdue
- 1983 : Elois Jenssen et Rosanna Norton pour Tron
  - John Bloomfield pour Conan le Barbare
  - Norma Moriceau pour Mad Max 2 : Le Défi
  - Robert Fletcher pour Star Trek 2 : La Colère de Khan
  - Christine Boyar pour L'Épée sauvage
- 1984 : Aggie Guerard Rodgers et Nilo Rodis-Jamero pour Le Retour du Jedi
  - Milena Canonero pour Les Prédateurs
  - Anthony Mendleson pour Krull
  - Tom Rand pour The Pirates of Penzance
  - Ruth Myers pour La Foire des ténèbres
- 1985 : Bob Ringwood pour Dune
  - John Mollo pour Greystoke, la légende de Tarzan
  - Anthony Powell pour Indiana Jones et le Temple maudit
  - Robert Fletcher pour Star Trek 3 : À la recherche de Spock
  - Patricia Norris pour 2010 : L'Année du premier contact
- 1986 : Nanà Cecchi pour Ladyhawke, la femme de la nuit
  - Deborah Lynn Scott pour Retour vers le futur
  - Shirley Russell pour La Promise
  - Norma Moriceau pour Mad Max : Au-delà du dôme du tonnerre
  - Raymond Hughes pour Oz, un monde extraordinaire
- 1987 : Robert Fletcher pour Star Trek 4 : Retour sur Terre
  - Emma Porteous pour Aliens, le retour
  - Brian Froud et Ellis Flyte pour Labyrinthe
  - Marit Allen pour La Petite Boutique des horreurs
  - Theadora Van Runkle pour Peggy Sue s'est mariée
- 1988 : Phyllis Dalton pour Princess Bride
  - Susan Becker pour Génération perdue
  - Julie Weiss pour Les Maîtres de l'univers
  - Michael W. Hoffman et Aggie Lyon pour The Monster Squad
  - Erica Edell Phillips pour RoboCop
  - Robert Blackman pour Running Man
- 1989 : Pas de cérémonie

### Années 1990
- 1990 : Barbara Lane pour Willow
  - Denise Cronenberg pour Faux-semblants
  - Darcie F. Olson pour Les Clowns tueurs venus d'ailleurs
  - Michael Jeffery pour Le Repaire du ver blanc
  - Stephen M. Chudej pour La Mort des trois soleils
  - Leonard Pollack pour Waxwork
- 1991 : Erica Edell Phillips pour Total Recall
  - Gabriella Pescucci pour Les Aventures du baron de Münchhausen
  - Joanna Johnston pour Retour vers le futur 2
  - Joanna Johnston pour Retour vers le futur 3
  - Bob Ringwood pour Batman
  - Jill M. Ohanneson pour L'Excellente Aventure de Bill et Ted
  - Milena Canonero pour Dick Tracy
  - Anthony Powell et Joanna Johnston pour Indiana Jones et la Dernière Croisade
  - Alonzo Wilson, Lesja Liber, Xenia Beith, Fiona Cazaly et Marian Keating pour Les Tortues Ninja (Teenage Mutant Ninja Turtles)
- 1992 : Marilyn Vance pour The Rocketeer
  - Colleen Atwood pour Edward aux mains d'argent
  - Beatrix Aruna Pasztor pour Fisher King : Le Roi Pêcheur
  - Franca Zucchelli pour La Résurrection de Frankenstein
  - John Bloomfield pour Robin des Bois, prince des voleurs
  - Colleen Atwood pour Le Silence des agneaux
- 1993 : Eiko Ishioka pour Dracula
  - Bob Ringwood et David Perry pour Alien 3
  - Bob Ringwood, Mary E. Vogt et Vin Burnham pour Batman : Le Défi
  - Lisa Jensen pour Freejack
  - Robyn Reichek pour Mom and Dad Save the World
  - Dodie Shepard pour Star Trek 6 : Terre inconnue
  - Albert Wolsky pour Toys
- 1994 : Mary E. Vogt pour Hocus Pocus
  - Theoni V. Aldredge pour Les Valeurs de la famille Addams
  - Bob Ringwood pour Demolition Man
  - Jennifer Butler pour Un jour sans fin
  - Sue Moore et Eric H. Sandberg pour Jurassic Park
  - Gloria Gresham pour Last Action Hero
  - Joseph A. Porro pour Super Mario Bros.
- 1995 : Sandy Powell pour Entretien avec un vampire
  - Arianne Phillips pour The Crow
  - Rosanna Norton pour La Famille Pierrafeu
  - Ha Nguyen pour The Mask
  - Bob Ringwood pour The Shadow
  - Joseph A. Porro pour Stargate, la porte des étoiles
- 1996 : Julie Weiss pour L'Armée des douze singes
  - Bob Ringwood et Ingrid Ferrin pour Batman Forever
  - Charles Knode pour Braveheart
  - Jean-Paul Gaultier pour La Cité des enfants perdus
  - Gianni Versace et Emma Porteous pour Judge Dredd
  - John Bloomfield pour Waterworld
- 1997 : Deborah Everton pour Star Trek : Premier Contact
  - Thomas Casterline et Anna B. Sheppard pour Cœur de dragon
  - Robin Michel Bush pour Los Angeles 2013
  - Joseph A. Porro pour Independence Day
  - Colleen Atwood pour Mars Attacks!
  - Kym Barrett pour Roméo + Juliette
- 1998 : Ellen Mirojnick pour Starship Troopers
  - Bob Ringwood pour Alien, la résurrection
  - Deena Appel pour Austin Powers
  - Ingrid Ferrin et Robert Turturice pour Batman et Robin
  - Jean-Paul Gaultier pour Le Cinquième Élément
  - Colleen Atwood pour Bienvenue à Gattaca
- 1999 : Jenny Beavan pour À tout jamais : Une histoire de Cendrillon
  - Vin Burnham, Robert Gell et Gilly Hebden pour Perdus dans l'espace
  - Michael Kaplan et Magali Guidasci pour Armageddon
  - Liz Keogh pour Dark City
  - Judianna Makovsky pour Pleasantville
  - Graciela Mazón pour Le Masque de Zorro

### Années 2000
- 2000 : Trisha Biggar pour Star Wars, épisode I : La Menace fantôme
  - Colleen Atwood pour Sleepy Hollow : La Légende du cavalier sans tête
  - Kym Barrett pour Matrix
  - John Bloomfield pour La Momie
  - Marilyn Vance pour Mystery Men
  - Albert Wolsky pour Galaxy Quest
- 2001 : Louise Mingenbach pour X-Men
  - Eiko Ishioka et April Napier pour The Cell
  - Janty Yates pour Gladiator
  - Rita Ryack et David Page pour Le Grinch
  - Caroline de Vivaise pour L'Ombre du vampire
  - Timmy Yip pour Tigre et Dragon
- 2002 : Judianna Makovsky pour Harry Potter à l'école des sorciers
  - Kym Barrett pour From Hell
  - Ngila Dickson et Richard Taylor pour Le Seigneur des anneaux : La Communauté de l'anneau
  - Catherine Martin et Angus Strathie pour Moulin Rouge
  - Dominique Borg pour Le Pacte des loups
  - Colleen Atwood pour La Planète des singes
- 2003 : Ngila Dickson et Richard Taylor pour Le Seigneur des anneaux : Les Deux Tours et Trisha Biggar pour Star Wars, épisode II : L'Attaque des clones - ex æquo
  - Deena Appel pour Austin Powers dans Goldmember
  - Lindy Hemming pour Harry Potter et la Chambre des secrets
  - Deborah Lynn Scott pour Minority Report
  - Bob Ringwood pour Star Trek : Nemesis
- 2004 : Penny Rose pour Pirates des Caraïbes : La Malédiction du Black Pearl
  - Jacqueline West pour La Ligue des gentlemen extraordinaires
  - Ngila Dickson et Richard Taylor pour Le Seigneur des anneaux : Le Retour du roi
  - Kym Barrett pour Matrix Revolutions
  - Janet Patterson pour Peter Pan
  - Louise Mingenbach pour X-Men 2
- 2005 : Kevin Conran pour Capitaine Sky et le Monde de demain
  - Jany Temime pour Harry Potter et le Prisonnier d'Azkaban
  - Wendy Partridge pour Hellboy
  - Alexandra Byrne pour Le Fantôme de l'Opéra
  - Emi Wada pour Le Secret des poignards volants
  - Gabriella Pescucci et Carlo Poggioli pour Van Helsing
- 2006 : Isis Mussenden pour Le Monde de Narnia : Le Lion, la Sorcière blanche et l'Armoire magique
  - Lindy Hemming pour Batman Begins
  - Gabriella Pescucci pour Charlie et la Chocolaterie
  - Jany Temime pour Harry Potter et la Coupe de feu
  - Terry Ryan pour King Kong
  - Trisha Biggar pour Star Wars, épisode III : La Revanche des Sith
- 2007 : Chung Man Yee pour La Cité interdite
  - Nic Ede pour Flyboys
  - Penny Rose pour Pirates des Caraïbes : Le Secret du coffre maudit
  - Joan Bergin pour Le Prestige
  - Sammy Sheldon pour V pour Vendetta
  - Judianna Makovsky pour X-Men : L'Affrontement final
- 2008 : Colleen Atwood pour Sweeney Todd : Le Diabolique Barbier de Fleet Street
  - Michael Wilkinson pour 300
  - Ruth Myers pour À la croisée des mondes : La Boussole d'or
  - Jany Temime pour Harry Potter et l'Ordre du phénix
  - Penny Rose pour Pirates des Caraïbes : Jusqu'au bout du monde
  - Sammy Sheldon pour Stardust, le mystère de l'étoile
- 2009 : Mary Zophres pour Indiana Jones et le Royaume du crâne de cristal
  - Catherine Martin pour Australia
  - Deborah Hopper pour L'Échange
  - Isis Mussenden pour Le Monde de Narnia : Le Prince Caspian
  - Lindy Hemming pour The Dark Knight : Le Chevalier noir
  - Joanna Johnston pour Walkyrie

### Années 2010
- 2010 : Michael Wilkinson pour Watchmen : Les Gardiens
  - Timmy Yip pour Les Trois Royaumes
  - Jany Temime pour Harry Potter et le Prince de sang-mêlé
  - Anna B. Sheppard pour Inglourious Basterds
  - Colleen Atwood pour Nine
  - Jenny Beavan pour Sherlock Holmes
- 2011 : Colleen Atwood (2) pour Alice au pays des merveilles
  - Milena Canonero pour Wolfman
  - Janty Yates pour Robin des Bois
  - Michael Wilkinson pour Tron : L'Héritage
  - Isis Mussenden pour Le Monde de Narnia : L'Odyssée du Passeur d'Aurore
  - Jany Temime pour Harry Potter et les Reliques de la Mort, 1ère partie
- 2012 : Alexandra Byrne pour Thor
  - Jenny Beavan pour Sherlock Holmes : Jeu d'ombres
  - Lisy Christl pour Anonymous
  - Sandy Powell pour Hugo Cabret
  - Anna B. Sheppard pour Captain America: First Avenger
  - Jany Temime pour Harry Potter et les Reliques de la Mort - Deuxième Partie
- 2013 : Paco Delgado pour Les Misérables
  - Jacqueline Durran pour Anna Karénine
  - Kym Barrett et Pierre-Yves Gayraud pour Cloud Atlas
  - Sharen Davis pour Django Unchained
  - Bob Buck, Ann Maskrey et Richard Taylor pour Le Hobbit : Un voyage inattendu
  - Colleen Atwood pour Blanche-Neige et le Chasseur
- 2014 : Trish Summerville pour Hunger Games : L'Embrasement
  - Gary Jones pour Le Monde fantastique d'Oz
  - Michael Kaplan pour Star Trek Into Darkness
  - Wendy Partridge pour Thor : Le Monde des ténèbres
  - Beatrix Aruna Pasztor pour De grandes espérances
  - Penny Rose pour 47 Ronin
- 2015 : Ngila Dickson – Dracula Untold
  - Janty Yates – Exodus: Gods and Kings
  - Alexandra Byrne – Les Gardiens de la Galaxie
  - Colleen Atwood – Into the Woods
  - Anna B. Sheppard – Maléfique
  - Louise Mingenbach – X-Men: Days of Future Past
- 2016 : Alexandra Byrne – Avengers : L'Ère d'Ultron
  - Rama Rajamouli, Prashanti Tipirineni – La Légende de Baahubali - 1re partie
  - Sandy Powell – Cendrillon
  - Kate Hawley – Crimson Peak
  - Arianne Phillips – Kingsman : Services secrets
  - Michael Kaplan – Star Wars, épisode VII : Le Réveil de la Force
- 2017 : Colleen Atwood – Les Animaux fantastiques
  - Colleen Atwood – Alice de l'autre côté du miroir
  - Alexandra Byrne – Doctor Strange
  - David Crossman, Glyn Dillon – Rogue One: A Star Wars Story
  - Joanna Johnston – Le Bon Gros Géant
  - Sang-gyeong Jo – Mademoiselle
- 2018 : Jacqueline Durran – La Belle et la Bête
  - Ruth E. Carter – Black Panther
  - Ellen Mirojnick – The Greatest Showman
  - Michael Kaplan – Star Wars, épisode VIII : Les Derniers Jedi
  - Olivier Bériot – Valérian et la Cité des mille planètes
  - Lindy Hemming – Wonder Woman
- 2019 : Aladdin – Michael Wilkinson
  - Aquaman – Kym Barrett
  - Avengers : Endgame – Judianna Makovsky
  - Le Retour de Mary Poppins – Sandy Powell
  - Shazam! – Leah Butler
  - Shadow – Chen Minzheng

### Années 2020
- 2021 : Bina Daigeler – Mulan
  - Erin Benach – Birds of Prey
  - Michael Kaplan – Star Wars, épisode IX : L'Ascension de Skywalker
  - Arianne Phillips – Once Upon a Time… in Hollywood
  - Mayes C. Rubeo – Jojo Rabbit
  - Albert Wolsky – Ad Astra

- 2022 : Jenny Beavan – Cruella
  - Kym Barrett – Shang-Chi et la Légende des Dix Anneaux
  - Jacqueline Durran, David Crossman et Glyn Dillon – The Batman
  - Bob Morgan et Jacqueline West – Dune
  - Mayes C. Rubeo – Thor: Love and Thunder
  - Luis Sequeira – Nightmare Alley
  - Sammy Sheldon - Les Éternels

- 2024 : Jacqueline Durran pour Barbie

- 2025 : Beetlejuice Beetlejuice – Colleen Atwood
  - Deadpool & Wolverine – Graham Churchyard et Mayes C. Rubeo
  - Dune, deuxième partie – Jacqueline West
  - SOS Fantômes : La Menace de glace – Alexis Fortes et Ruth Myers
  - Hunger Games : La Ballade du serpent et de l'oiseau chanteur – Trish Summerville
  - Wonka – Lindy Hemming